# Goedele Vermeiren
Goedele Vermeiren (Mortsel, 8 februari 1962)  is een Belgisch Vlaams-nationalistisch politica voor  N-VA.

## Levensloop
Vermeiren studeerde in 1986 af als licentiaat in de geschiedenis en geaggregeerde in het hoger secundair onderwijs aan de Katholieke Universiteit Leuven. Van 1987 tot 1988 stagiair-attaché bij het Rijksarchief Antwerpen, in 1989 redactie-assistente bij Studio Brussel en van 1990 tot 1995 stafmedewerkster van het Davidsfonds. Daarna werkte Vermeiren van 1995 tot 2010 als lerares geschiedenis, vanaf 1997 aan het Sint-Gabriëlcollege in Boechout.
Ze werd politiek actief voor de N-VA en werd afdelingsvoorzitter in Mortsel en lid van de partijraad en het partijbestuur. Op 7 juli 2010 kwam Vermeiren voor de kieskring Antwerpen in het Vlaams Parlement terecht als opvolger van Sophie De Wit, die de dag ervoor de overstap maakte naar de Kamer van Volksvertegenwoordigers. Ze werd in oktober 2011 aangesteld als onderwijscommissaris. Ze bleef Vlaams volksvertegenwoordiger tot eind mei 2014 en zetelde van 2010 tot 2013 in de commissie Onderwijs en Gelijke Kansen en van 2011 tot 2014 in de commissie Economie, Economisch Overheidsinstrumentarium, Innovatie, Wetenschapsbeleid, Werk en Sociale Economie, waarvan ze vanaf 2013 ondervoorzitter was. Bij de Vlaamse verkiezingen van 25 mei 2014 stond Vermeiren op de 12de plaats in de kieskring Antwerpen, maar raakte ze net niet herverkozen. Ze keerde vervolgens terug naar het onderwijs. 
Op lokaal politiek niveau was Vermeiren 2007 tot 2015 gemeenteraadslid in Mortsel, alwaar ze een tijdlang fractievoorzitster was en vervolgens van 2013 tot 2015 schepen van Erfgoed, Toerisme, Onderwijs en Jeugd  was. Eind 2015 verliet ze de gemeentepolitiek van Mortsel.
Ook was Vermeiren van 2013 tot 2015 bestuurder van het Onderwijssecretariaat van de Steden en Gemeenten van de Vlaamse Gemeenschap (OVSG).